# 瓦赫尤·那亚卡·阿亚·邦卡亚尼拉
瓦赫尤·那亚卡·阿亚·邦卡亚尼拉（1992年6月22日—），印尼男子羽毛球運動員。

## 簡歷
2012年12月，瓦赫尤·那亚卡·阿亚·邦卡亚尼拉与阿迪·尤苏夫出战印度羽毛球國際挑戰賽，在男双準决赛以0比2（8-21、12-21）不敌赛会头号种子、韩国强档的高成炫/李龍大。
2013年2月，瓦赫尤·那亚卡·阿亚·邦卡亚尼拉与阿迪·尤苏夫出战伊朗羽毛球國際挑戰賽，在男双决赛以2比1（21-19、13-21、22-20）力克赛会3号种子、队友的罗纳德·亚历山大/西华努斯·盖尔，夺得其首个国际赛冠军。同年7月，他与阿迪·尤苏夫出战印尼羽毛球國際挑戰賽，在男双準决赛以1比2（21-14、15-21、26-28）不敌同胞的普拉文·乔丹/Didit Juang。接着10月，他與阿迪·尤苏夫出戰倫敦黃金大獎賽，在男双準决赛以0比2（14-21、13-21）不敌赛会头号种子、丹麦强档的玛蒂亚斯·鲍伊/卡斯腾·摩根森。同期10月，他与阿迪·尤苏夫接著參加荷蘭大獎賽，一舉打進男子雙打決賽以2比1（14-21、21-18、21-17）战胜了队友的贝里·安格里亚万/里奇·卡兰达·苏华迪，最後更奪得冠軍，創下個人職業生涯的最好成績。
2014年9月，瓦赫尤·那亚卡·阿亚·邦卡亚尼拉与阿迪·尤苏夫出战印尼羽毛球大師賽，在男双準决赛以0比2（13-21、19-21）不敌赛会头号种子、队友的吉德翁·马库斯·费尔纳尔迪/马尔基斯·基多。同年11月，他与阿迪·尤苏夫出战澳門羽毛球黃金大獎賽，在男双準决赛以1比2（21-18、17-21、19-21）不敌赛会2号种子、新加坡的丹尼·巴瓦·克里斯南塔/查特·奇雅加特。
2015年9月，瓦赫尤·那亚卡·阿亚·邦卡亚尼拉与阿迪·尤苏夫出战泰國羽毛球黃金大獎賽，在男双决赛以2比1（20-22、23-21、21-16）击败了马来西亚的古健傑/陳文宏，赢得冠军。年尾12月，他与阿迪·尤苏夫出战哥本哈根羽毛球大師賽，在男双决赛以0比2（13-21、16-21）不敌东道主的玛蒂亚斯·鲍伊/卡斯腾·摩根森，赢得亚军。
2017年3月，瓦赫尤·那亚卡·阿亚·邦卡亚尼拉与新搭档的阿迪·尤苏夫·桑托索出战奧爾良羽毛球國際挑戰賽，在男双準决赛以0比2（22-24、16-21）不敌中華台北的廖敏竣/蘇敬恒。同年5月，他与阿迪·尤苏夫·桑托索出战印尼羽毛球國際系列賽，在男双决赛以2比1（21-18、16-21、21-19）力克赛会6号种子、同胞的凯纳斯·阿迪·哈迪安托/穆罕默德·利萨·巴列维·伊斯法哈尼，赢得冠军。同年9月，他与阿迪·尤苏夫·桑托索出战越南羽毛球大獎賽，在男双决赛以2比1（12-21、21-16、23-21）击败了赛会3号种子、中華台北的廖敏竣/蘇敬恒，赢得冠军。同年11月，他与阿迪·尤苏夫·桑托索出战澳門羽毛球黃金大獎賽，在男双决赛以2比0（21-13、21-14）击败了韩国新秀的金元昊/徐承宰，赢得冠军。
2018年1月，瓦赫尤·那亚卡·阿亚·邦卡亚尼拉与阿迪·尤苏夫·桑托索出战泰國羽毛球大師賽，在男双决赛以1比2（18-21、21-11、20-22）不敌泰国的提恩·伊斯里亚内特/基迪萨·南达什，赢得亚军。同年5月，他与阿迪·尤苏夫·桑托索出战澳洲羽毛球公開賽，在男双决赛以1比2（9-21、21-9、15-21）不敌赛会头号种子、同胞的贝里·安格里亚万/哈迪安托，赢得亚军。

## 主要比賽成績
只列出曾進入準決賽的國際賽事成績：
| 年份   | 賽事                   | 公開賽級別 | 項目     | 拍檔                 | 成績   |
| ------ | ---------------------- | ---------- | -------- | -------------------- | ------ |
| 2012年 | 印度羽毛球國際挑戰賽   | 國際挑戰賽 | 男子雙打 | 阿迪·尤苏夫          | 準決賽 |
| 2013年 | 伊朗羽毛球國際挑戰賽   | 國際挑戰賽 | 男子雙打 | 阿迪·尤苏夫          | 冠軍   |
| 2013年 | 印尼羽毛球國際挑戰賽   | 國際挑戰賽 | 男子雙打 | 阿迪·尤苏夫          | 準決賽 |
| 2013年 | 倫敦羽毛球黃金大獎賽   | 黃金大獎賽 | 男子雙打 | 阿迪·尤苏夫          | 準決賽 |
| 2013年 | 荷蘭羽毛球大獎賽       | 大獎賽     | 男子雙打 | 阿迪·尤苏夫          | 冠軍   |
| 2014年 | 印尼羽毛球大師賽       | 黃金大獎賽 | 男子雙打 | 阿迪·尤苏夫          | 準決賽 |
| 2014年 | 澳門羽毛球黃金大獎賽   | 黃金大獎賽 | 男子雙打 | 阿迪·尤苏夫          | 準決賽 |
| 2015年 | 泰國羽毛球黃金大獎賽   | 黃金大獎賽 | 男子雙打 | 阿迪·尤苏夫          | 冠軍   |
| 2015年 | 哥本哈根羽毛球大師賽   | 其他       | 男子雙打 | 阿迪·尤苏夫          | 亞軍   |
| 2016年 | 印尼羽毛球大師賽       | 黃金大獎賽 | 男子雙打 | 凯文·桑加亚·苏卡穆约 | 冠軍   |
| 2017年 | 奧爾良羽毛球國際挑戰賽 | 國際挑戰賽 | 男子雙打 | 阿迪·尤苏夫·桑托索   | 準決賽 |
| 2017年 | 印尼羽毛球國際系列賽   | 國際系列賽 | 男子雙打 | 阿迪·尤苏夫·桑托索   | 冠軍   |
| 2017年 | 越南羽毛球大獎賽       | 大獎賽     | 男子雙打 | 阿迪·尤苏夫·桑托索   | 冠軍   |
| 2017年 | 澳門羽毛球黃金大獎賽   | 黃金大獎賽 | 男子雙打 | 阿迪·尤苏夫·桑托索   | 冠軍   |
| 2018年 | 泰國羽毛球大師賽       | 超級300賽  | 男子雙打 | 阿迪·尤苏夫·桑托索   | 亞軍   |
| 2018年 | 澳洲羽毛球公開賽       | 超級300賽  | 男子雙打 | 阿迪·尤苏夫·桑托索   | 亞軍   |
| 2018年 | 荷蘭羽毛球公開賽       | 超級100賽  | 男子雙打 | 阿迪·尤苏夫·桑托索   | 冠軍   |
| 2019年 | 東南亞運動會羽球比賽   | 其他       | 男子團體 | －                   | 金牌   |
| 2019年 | 東南亞運動會羽球比賽   | 其他       | 男子雙打 | 阿迪·尤蘇夫·桑托索   | 銅牌   |

| 2007-2017年 | 首要超級賽 | 超級賽 | 黃金大獎賽 | 大獎賽 | 國際挑戰賽 | 國際系列賽 | 未來系列賽 | 其他 |

| 2018-2026年 | 總決賽 | 超級1000賽 | 超級750賽 | 超級500賽 | 超級300賽 | 超級100賽 | 國際挑戰賽 | 國際系列賽 | 未來系列賽 | 其他 |

### 奧運會和世錦賽參賽紀錄
|          | 搭檔               | 2015 | 2016 | 2017 | 2018 |
| -------- | ------------------ | ---- | ---- | ---- | ---- |
| 男子雙打 | 阿迪·尤苏夫·桑托索 | 16強 | －   | －   | 32強 |

## 主要对賽记录
瓦赫尤·那亚卡·阿亚·邦卡亚尼拉與主要對手的對賽成績如下，截至2019年1月31日：
男雙 - 阿迪·尤苏夫·桑托索
| 對手                                                 | 對賽次數 | 對賽結果 | 對賽結果 | 總計 |
| 對手                                                 | 對賽次數 | 勝       | 負       | 總計 |
| ---------------------------------------------------- | -------- | -------- | -------- | ---- |
| 哈迪安托 貝里·安格里亞萬                             | 4        | 2        | 2        | 0    |
| 穆罕默德·利萨·巴列维·伊斯法哈尼 凯纳斯·阿迪·哈迪安托 | 1        | 1        | 0        | +1   |
| 伊尔凡·法蒂拉赫 里安·斯瓦斯泰迪安                    | 1        | 1        | 0        | +1   |

| 對手                            | 對賽次數 | 對賽結果 | 對賽結果 | 總計 |
| 對手                            | 對賽次數 | 勝       | 負       | 總計 |
| ------------------------------- | -------- | -------- | -------- | ---- |
| 張御宇 王耀新                   | 4        | 2        | 2        | 0    |
| 蘇敬恒 廖敏竣                   | 3        | 2        | 1        | +1   |
| 鲁宾·吉尔 雅高·阿伦斯           | 2        | 2        | 0        | +2   |
| 葉普·貝伊 乔尔·叶佩             | 1        | 1        | 0        | +1   |
| 鄭義錫 金德永                   | 1        | 1        | 0        | +1   |
| 權藤公平 渡邊達哉               | 1        | 1        | 0        | +1   |
| 岡村洋輝 小野寺雅之             | 1        | 1        | 0        | +1   |
| 竹內義憲 松居圭一郎             | 1        | 1        | 0        | +1   |
| 苏伟译 陈堂杰                   | 1        | 1        | 0        | +1   |
| 徐承宰 催率圭                   | 1        | 1        | 0        | +1   |
| 徐承宰 金元昊                   | 1        | 1        | 0        | +1   |
| 约舍·兹沃涅 琼斯·拉夫利·詹森    | 1        | 1        | 0        | +1   |
| 罗宾·塔博林 耶勒·马斯           | 1        | 1        | 0        | +1   |
| 提恩·伊斯里亚内特 基迪萨·南达什 | 1        | 0        | 1        | -1   |